# New Line-1
New Line-1 (chinois : 新航线一号) est un micro-lanceur réutilisable développé par la start-up chinoise LinkSpace dont le premier vol est prévu en 2024. Cette fusée capable de placer 200 kilogrammes sur une orbite héliosynchrone et d'une masse de 33 tonnes sera propulsée par des moteurs-fusées à ergols liquides brûlant un mélange de kérosène et d'oxygène liquide. Le premier étage réutilisable reprend la technique du lanceur Falcon 9 pour revenir sur le sol.

## Historique
New Line-1 est développé par la société chinoise LinkSpace. Créée en janvier 2014 par Hu Zhenyu, un jeune étudiant de 21 ans passionné par les fusées,, celle-ci fait partie de la dizaine de startup chinoises (les plus connues sont OneSpace, iSpace et LandSpace) créées au milieu de la décennie 2010 dans le but de se positionner sur le marché du lancement des petits satellites en développant une famille de micro-lanceurs. 
La société développe un micro-lanceur réutilisable de 33 tonnes, New Line-1, qui reprend la technique développée par la société américaine SpaceX pour son lanceur Falcon 9, c'est-à-dire l'atterrissage vertical du premier étage après sa séparation avec la fusée. Pour mettre au point la technique d'atterrissage vertical, LinkSpace utilise un prototype qui, après de nombreux tests en vol captif, a effectué un premier vol libre le 27 mars 2019. L'engin haut de 8,1 mètres et d'une masse de 1,5 tonne utilise 5 moteurs-fusées à ergols liquides dont la poussée est modulable. 

## Caractéristiques techniques
New Line-1 est une fusée d'une masse de 33 tonnes pour une hauteur de 20,1 mètres et un diamètre de 1,8 mètre. Elle peut placer une masse de 200 kilogrammes sur une orbite héliosynchrone. Elle est propulsée par deux catégories de moteurs-fusées à ergols liquides brûlant un mélange de kérosène et d'oxygène liquide. La coiffe est haute de 3 mètres et a un diamètre de 1,8 mètre. New Line-1 comporte deux étages : 
- Le premier étage, long de 15,1 mètres pour un diamètre de 1,8 mètre. Il est propulsé par 4 moteurs-fusées ayant une poussée totale de 400 kilonewtons et utilisant une alimentation par générateur de gaz. Après séparation avec le lanceur, l'étage revient se poser sur le sol à la verticale sur un train d'atterrissage.
- Le deuxième étage, long de 2 mètres pour un diamètre de 1,8 mètre, est propulsé par un unique moteur-fusée.